# آغازسوسمار
آغازسوسمار (نام علمی: Eosuchus) نام یک سرده از راسته تمساح‌سانان است.